# Slaget vid Hjerpe skans
Slaget vid Hjerpe skans var en del av det jämtländska fälttåget under det dansk-svenska kriget 1808–1809 då dansk-norska trupper anföll Sverige den 10 juli 1809 under befäl av generalmajor von Krogh. Detta på order av danske prinsen Christian August, som var befälhavare i Norge. Från Trondhjems amt ryckte man med 1800 män in i Jämtland och med 1400 in i Härjedalen. Inga svenska trupper stod vid gränsen. Trupperna i Jämtland ryckte den 16 juli fram till Hjerpe skans, som då hade övergivits av de svenska trupperna.
Det föll på generalmajor Georg Carl von Döbeln, befälhavare för Norra arméns svenska fördelning med kvarter i Härnösand, att möta anfallet. Helsinge regemente skickades fram, men det utgjordes endast av en bataljon på 280 man. Döbeln beordrade också att den i Gävle förlagda landtvärnsbataljonen i Dalarna skulle bege sig till Härjedalen.
Den 24 juli beslutade Döbeln att gå till anfall, även om han endast hade 900 man till förfogande. Det dansk-norska befälet begärde dock förhandlingar, då den danske prinsen Christian August valts till svensk kronprins. Döbeln beviljade vapenstilleståndet mellan Mörsil och Bleckåsen, den 25 juli, med villkoret att de dansk-norska trupperna skyndsamt skulle återvända till Norge.
Därmed blev detta ett mycket kort och fredligt fälttåg.